# Бензоперекачивающая Станция
Бензоперекачивающая Станция или посёлок Бензоперегонной станции — упразднённый населённый пункт в Мичуринском районе Тамбовской области России. На момент упразднения входил в состав Новоникольского сельсовета. В 2008 году включено в состав села Новоникольское.

## География
Село находилось в северо-западной части Тамбовской области, в лесостепной зоне, в пределах Окско-Донской низменной равнины, на левом берегу рукава Старица реки Польной Воронеж, на расстоянии примерно 9 километров (по прямой) к югу от города Мичуринска, административного центра района.

### Климат
Климат умеренно континентальный, с холодной продолжительной зимой и тёплым летом. Средняя температура воздуха самого холодного месяца (января) — −10,5 °C (абсолютный минимум — −39 °C); самого тёплого месяца (июля) — 20 °C (абсолютный максимум — 38 °С). Безморозный период длится в среднем 136 дней. Среднегодовое количество атмосферных осадков составляет 550 мм, из которых 366 мм выпадает в период с апреля по октябрь.

## История
Постановлением Думы Тамбовской области от 25.04.2008 г. № 1031 посёлок Бензоперегонной станции включен в состав села Новоникольское.

## Население
| 1989 | 2002  | 2008  |
| ---- | ----- | ----- |
| 1275 | ↗1433 | ↗1448 |

### Национальный состав
Согласно результатам переписи 2002 года, в национальной структуре населения русские составляли 99 %.